# Veikko Myller
Veikko Antero Myller, född 30 januari 1951 i Joensuu, är en finländsk skulptör.
Myller studerade 1969–1972 vid Åbo Konstförenings ritskola och ställde ut första gången 1971. Vid sidan av sitt abstrakta och konstruktivistiska monument över Risto Ryti i Hesperiaparken i Helsingfors (1994), som på grund av sin stil väckte blandade känslor hos allmänheten, har Myller för det mesta sysslat med små skulpturer, som han ofta målat i granna färger. Svetsade skulpturer hade han gjort redan i slutet av 1960-talet.
Efter Ryti-monumentet ställde Myller ut abstrakta – bland annat rödmålade – skulpturer, i samma strama stil men i betydligt mindre format än monumentet över Ryti, sida vid sida med sina halvabstrakta småskulpturer till vilka han sökt inspiration i avlägsna kulturers konst. I dem kan man finna spår av till exempel fornegyptisk, etruskisk och indiansk konst. Ett annat offentligt arbete av honom är det föreställande minnesmärket över Tapio Rautavaara i Åggelby (2000).
Han har även gjort ett flertal porträttskulpturer och undervisat i skulptur bland annat vid Esbo arbetarinstitut.